# Richard Cantillon

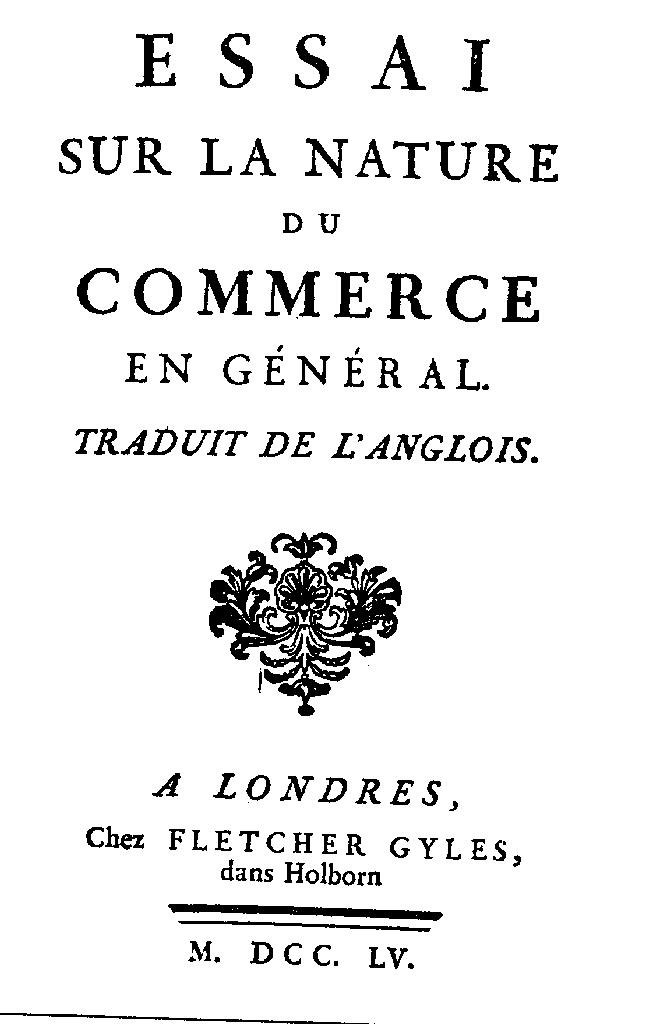
Essai sur la nature du commerce en général

Richard Cantillon, född på 1680-talet, död maj 1734, var en irländsk finansman.
Cantillon verkade i Paris. Tillsammans med Francois Quesnay, David Hume med flera brukar han räknas som företrädare för den förklassiska nationalekonomiska skolan, vars höjdpunkt låg efter merkantilismens höjdpunkt men innan nationalekonomins klassiker (Karl Marx, Adam Smith, Johh Stuart Mill, David Ricardo med flera) gjorde entre. 1755, det vill säga drygt 20 år efter hans död, publicerades Cantillons verk Essai sur la nature du commerce en général.

## Cantillons ekonomiska teori
Enligt Cantillon beror de relativa priserna på sikt på det relativa markinnehållet. Varor som fordrar mycket mark i produktionen är dyrare än varor som fordrar lite mark. Cantillon såg utrikeshandeln som en självreglerande mekanism (guldflödesmekanismen). Länder som exportar mer än de importerar får ett överskott i utrikeshandeln, det vill säga exportöverskott. De länder som importerar mer än de exporterar måste å andra sidan finansiera mellanskillnaden med guld. Det innebär en överföring av guld från importländer till exportländer. Då exportländerna får in mer guld i den nationella ekonomin stiger guldmängden och därmed penningmängden. På grund av kvantitetsteorin innebär det att landets varor blir dyrare i förhållande till andra länders varor. Därmed sjunker exportöverskottet, liksom importöverskotten i de övriga länderna.